# Wolfgang Schwarz (Geograph)
Wolfgang Schwarz (* 18. Februar 1942 in Wiener Neustadt) ist ein österreichischer Geograph (Universitätsdozent). Er war als Landesplaner und Regionalpolitik-Gestalter beim Amt der Niederösterreichischen Landesregierung (wirklicher Hofrat) tätig.

## Leben
Schwarz studierte Geographie und Geschichte an der Universität Wien. Er war Schüler und Assistent von Hans Bobek am Geographischen Institut. Dissertation „Das Wiener Becken – ein alter Industrieraum“, 1969 Promotion zum Dr. phil. 1977–2007 Bediensteter des Landes Niederösterreich im Bereich Raumordnung und Regionalpolitik. 1994 Leiter der Geschäftsstelle des Landes NÖ für EU-Regionalpolitik. Im Jahr 2000 Habilitation an der Universität Klagenfurt, Habilitationsschrift „Industrieräumliche Prozesse, Standortbonität und Regionalpolitik“. Schwarz lehrte an den Universitäten Wien, Klagenfurt, Graz, Eichstätt-Ingolstadt und an der Wirtschaftsuniversität Wien. Seit 1991 ist er Mitglied des Vorstandes der Österreichischen Geographischen Gesellschaft.

## Wirken, Forschungsschwerpunkte
Bereits in der Zeit als Assistent am Geographischen Institut der Universität Wien schuf Schwarz Arbeiten mit besonderer Praxisrelevanz: „Kommunalstrukturreform Unteres Schwarzatal“ sowie, in Teamarbeit, eine umfangreiche „Strukturanalyse der Wiener Innenstadt“, die eine Grundlage für eine Neugestaltung der City der Metropole (Fußgängerzonen usw.) bildete.
Beim Amt der Niederösterreichischen Landesregierung war Schwarz im Rahmen der Landesentwicklungsplanung zunächst für die Aktionsfelder Arbeit und Wirtschaft sowie Gesundheit und Sozialhilfe verantwortlich. Er erstellte einen Landeskrankenanstaltenplan, den ersten in Österreich mithilfe quantitativer Methoden. Es folgten Standortkataloge über vier niederösterreichische Problemregionen im Umfang von 1600 Seiten, die als detaillierte Informationsquelle für Betriebsansiedlungen dienten.
Als Leiter der Geschäftsstelle des Landes NÖ für EU-Regionalpolitik war Schwarz für die inhaltlich-strategische Konzeption der Regionalförderungsprogramme (Zielprogramme) im Rahmen der EU-Strukturfonds verantwortlich, ebenso für deren Umsetzung in Zusammenarbeit mit der Europäischen Kommission, der Österreichischen Raumordnungskonferenz (ÖROK) und den Förderstellen des Bundes und des Landes. Unter der Ägide von Schwarz konnten auf der Basis dieser EU-Programme rd. 7500 Projekte realisiert werden.
Schwarz hat 150 Publikationen verfasst. Dabei hat er sich bemüht, eine Brücke zwischen Wissenschaft (Wirtschaftsgeographie, Regionalforschung) und Verwaltungspraxis (Regionalpolitik, Infrastrukturplanung) zu schlagen. Seine Forschungsschwerpunkte: Wirtschaftsgeographie, insbesondere Industriegeographie, Standortbonität, Regionale Arbeitsmärkte, Regionalentwicklung, Regionalpolitik, Regional Governance, Landesentwicklung, Infrastrukturplanung. Räumlicher Fokus: Niederösterreich, Österreich, Europa.

## Auszeichnungen
- 1969 Johann Hampel-Preis Österreichische Geographische Gesellschaft
- 2007 Silberne Ehrenmedaille für Verdienste um die Wirtschaft Niederösterreichs
- 2010 Großes Goldenes Ehrenzeichen für Verdienste um das Bundesland Niederösterreich
- 2017 Ehrenmitglied der Österreichischen Geographischen Gesellschaft

## Veröffentlichungen
- Langfristige industrielle Standortverschiebungen innerhalb Österreichs und ihre räumlichen Bestimmungsgründe. In: M.M. Fischer und M. Sauberer (Hrsg.): Gesellschaft – Wirtschaft – Raum. Beiträge zur modernen Wirtschafts- und Sozialgeographie. Festschrift für K. Stiglbauer. (= AMR INFO, Mitt. des Arbeitskreises für Neue Methoden in der Regionalforschung, Vol. 17). Wien 1987, S. 162–197.

- Industrieräumliche Strukturen und Prozesse. Reflexionen über eine neue Industriekarte von Niederösterreich. In: Geographischer Jahresbericht aus Österreich, Bd. IL (1990), Wien 1992, S. 23–59.

- Industrieräumliche Prozesse, Standortbonität und Regionalpolitik (= Klagenfurter Geographische Schriften, H. 21). Klagenfurt 2001, 273 S.

- gem. mit K. Vorauer-Mischer: Die Regionalentwicklung in der EU-15 – räumliche Heterogenität, zeitliche Diskontinuität, regionalpolitische Optionalität. Ergebnisse einer empirischen Analyse. In: Mitt. der Österr. Geograph. Gesellschaft, Bd. 145/2003, S. 7–34.

- Internationale Beziehungen der Österreichischen Geographischen Gesellschaft. In: Österreich in der Welt, die Welt in Österreich. Chronik der Österreichischen Geographischen Gesell-schaft. 150 Jahre (1856–2006). Österr. Geograph. Gesellschaft. Wien 2006, S. 405–421.

- EU-Regionalpolitik – das Modell Niederösterreich: Erfolge, Mehrwert, künftige Gestaltung. In: Österreich in Geschichte und Literatur (mit Geographie). 51. Jg., H. 1–2. Wien 2007, S. 68–94.

- Wege und Perspektiven der Regionalpolitik in Niederösterreich – Mehrfacher thematisch-strategischer Paradigmenwechsel. In: Mitt. der Österr. Geograph. Gesellschaft, Bd. 150/2008, S. 49–74.

- Die räumliche Dimension der Regionalpolitik. In: Politik und Raum in Theorie und Praxis – Texte von Wolf Huber kommentiert durch Zeit-, Raum- und Weggefährten. (= ÖROK-Sonderserie „Raum und Region“, H. 3). Wien 2011, S. 146–148.

- Die sozio-ökonomische Entwicklung der Regionen in der Europäischen Union – Raumzeitliches Mosaik der Ungleichheit. In: Mitt. der Österr. Geograph. Gesellschaft, Bd. 156/2014, S. 9–56.

- Niederösterreichs Industrieviertel – Vom alten Industrieraum zur modernen Technologieregion. In: Bätzing W., Fasching G.L. und Schwarz W.: Zur Geographie des Großraums Wiener Neustadt. Österr. Geograph. Gesellschaft (= Sonderpublikation, Bd. 24). Wien 2019, S. 11–85.

## Weblink
Hofmayer A., Jordan P.: Wolfgang Schwarz zum 80. Geburtstag. In: Mitteilungen der Österreichischen Geographischen Gesellschaft Band 164, S. 425–428 http://www.moegg.ac.at/archive/pdf/Volltext2022
| Personendaten    | Personendaten                                  |
| ---------------- | ---------------------------------------------- |
| NAME             | Schwarz, Wolfgang                              |
| KURZBESCHREIBUNG | österreichischer Geograph (Universitätsdozent) |
| GEBURTSDATUM     | 18. Februar 1942                               |
| GEBURTSORT       | Wiener Neustadt                                |